# مستشفى جامعة سيينا الإيطالية
مستشفى جامعة سيينا في سانتا ماريا أليه سكوت (Santa Maria alle Scotte) (بالإيطالية: 
Azienda ospedaliero-universitaria Senese)‏ هو مستوصف طبي يقع في مدينة سيينا وهي الأكبر في المقاطعة وبين الأكبر في منطقة توسكانا، يقع في لى سكوت (Le Scotte) خارج أسوار المدينة في المنطقة الشمالية.

## التاريخ

### السلائف: سانتا ماريا ديلا سكالا (القرن 11-القرن 20)

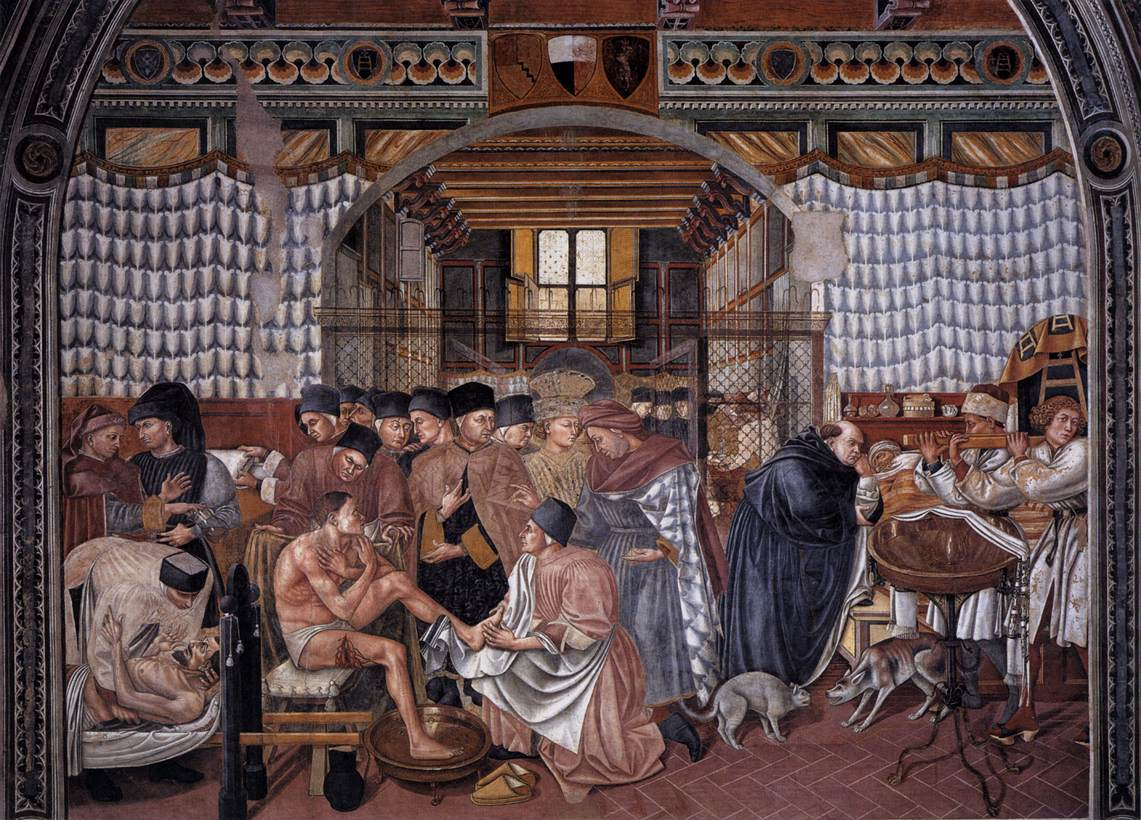
دومينيكو دي بارتولو، رعاية المرضى، حاضرة في حجاج المستشفى القديم سانتا ماريا ديلا سكالا

أول مستشفى سيني هو مستشفى سانتا ماريا ديلا سكالا التي أُنشئت عام 1090، تقول الأسطورة مع ذلك أن المستشفى تأسست من قبل سورويه (Sorore) صانع الأحذية الذي توفي في898.
على أي حال فإن مجمع سانتا ماريا ديلا سكالا (Santa Maria della Scala) هو بلا شك الصعود المباشر للعيادة الحالية، وعلى الرغم من اختلاف الهياكل فإن تاريخ سكالا (Scala) مفيد لفهم كيف وصل إلى مجمع توسكان (Tuscan) الحديث في المستشفى.
مجمع سانتا ماريا ديلا سكالا الذي يقع في شارع فيا فرانسيغينا القديم أُنشيء في المقام الأول ككسينودوكيو لتقديم كرم الضيافة للحجاج الذين مروا عبر مدينة توسكان، وبالإضافة إلى ذلك تعامل أيضًا مع مساعدة الأطفال الفقراء والمهجرين حينما كانت رعاية المرضى -في البداية على الأقل- نشاطًا هامشيًا إلى حد ما.
تأسست جامعة المدينة في عام 1240 ولكن التكامل بين الرعاية الصحية والدراسة الجامعية لم يأتي إلا في عام 1599 مع إصدار الأوامر والأحكام المتعلقة بالحكم الرشيد في البيت المقدس سانتا ماريا ديلا سكالا في سيينا، والتي والتي نصت على قبول أحد عشر خادمًا من الطلاب الذين يقومون بأنشطة خير، على الرغم من أنهم لم يتلقوا معاملة مالية كافية إلا أن تجربة التدريب العملي كانت مفيدة لهم لدمج الدروس الجامعية والتي كانت في ذلك الوقت نظرية إلى حد كبير.
كان على الطلاب الراغبين في الدخول إلى منطقة الجراحة إجراء امتحان الترخيص قبل كلية الطب بالمدينة والتي تألفت من إعلان جزء من معاهدة، فقط في عام 1706 حدثت تطورات كما تمت إضافته للجراحين الطامحين، والحاجة إلى ثلاث سنوات على الأقل لحضور دروس التشريح وإن كان ذلك دون ممارسة جراحية، في منتصف القرن الثامن عشر تم إضافة اختبارات كتابية للتشريح والجراحة النظرية والجراحة العملية.
في عام 1762 شوهدت أيضًا التطورات الأولى في مجال الطب النفسي: حيث نُقِل المرضى العقليين الذين ظلوا في سلاسل والذين اعتُبِروا خطرين على المرضى الآخرين إلى جناح مستقل في منطقة سان ماركو.
في عام 1774 أسِّس تدريس التوليد والذي أخذ في النهاية طابعًا علميًا.

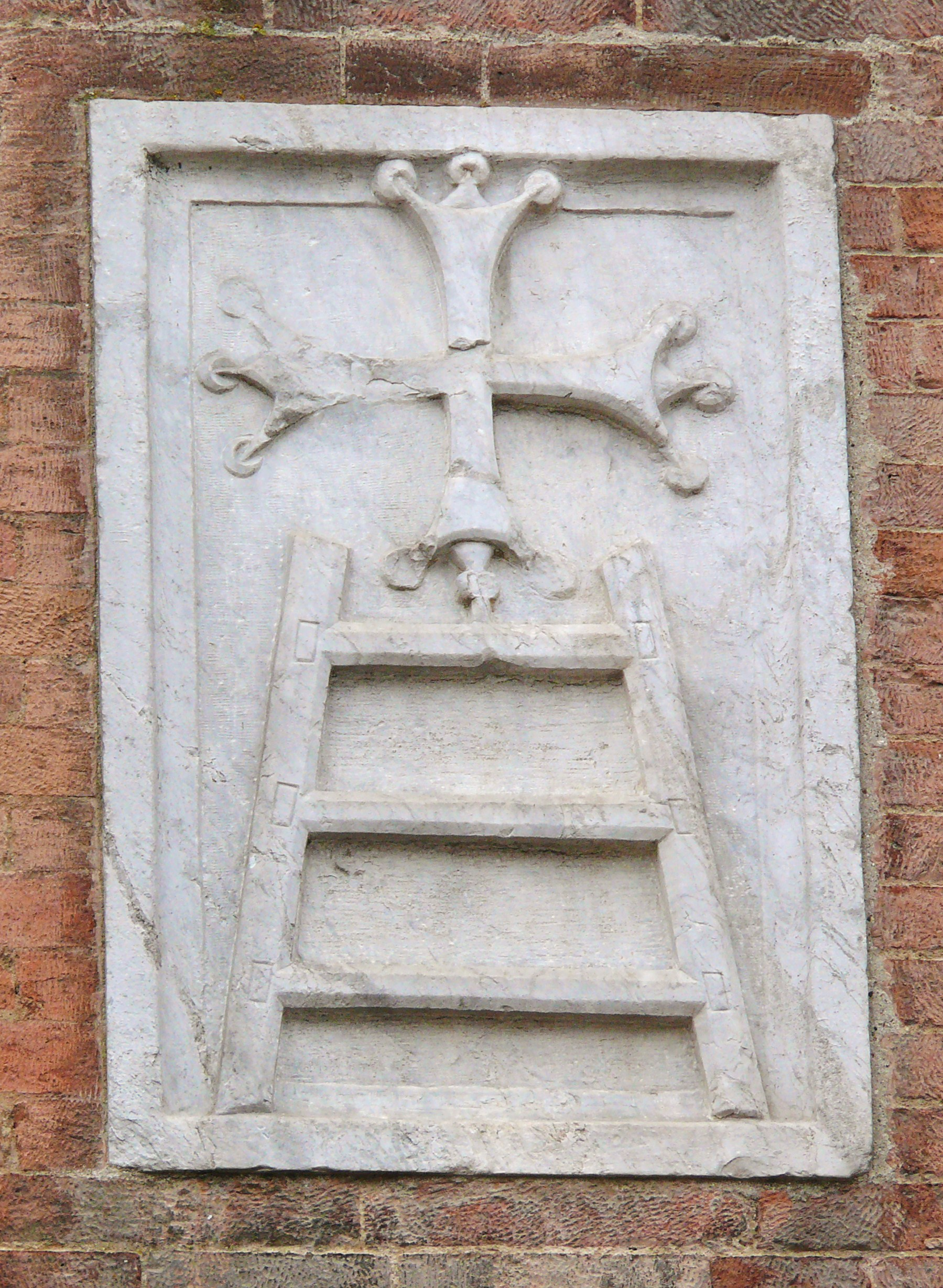
شعار من الرخام لمستشفى سانتا ماريا ديلا سكالا

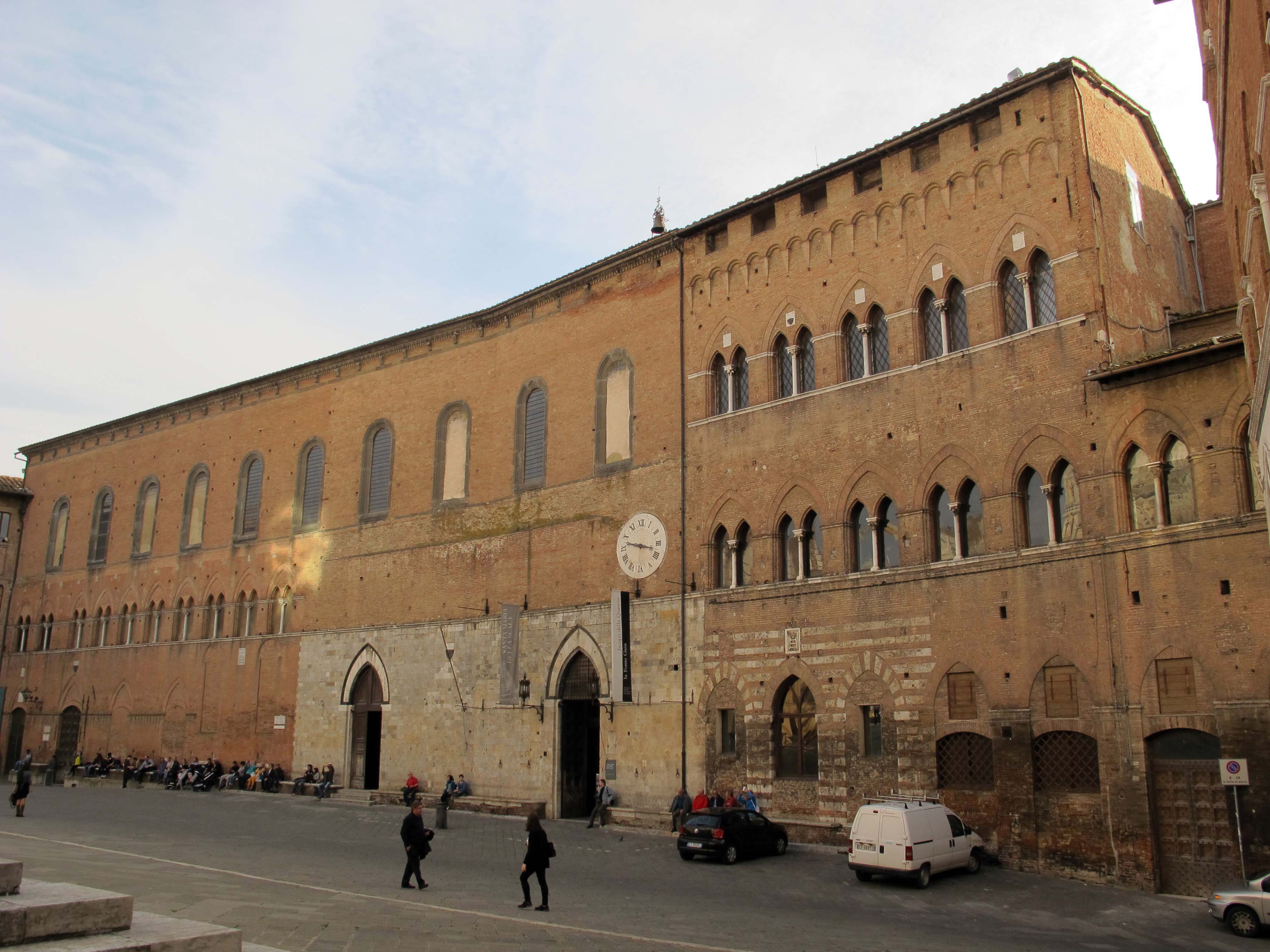
واجهة مستشفى سانتا ماريا ديلا سكالا القديم، والذي أصبح الآن مجمع متاحف

ومع ذلك كان لا يزال الطب والجراحة تخصصات وأنشطة متميزة، وفي الجامعة تم عقد دروس نظرية في الطب، بينما في مجمع سانتا ماريا ديلا سكالا تم إجراء تمرينات عملية للتشريح والجراحة والتوليد، فقط في عام 1840 كانت مؤسسة درجة موحدة في الطب والجراحة يعاقب عليها.
في عام 1884 قامت اتفاقية بين المستشفى والجامعة بتنشيط خمس عيادات بما في ذلك العيادة الجراحية، مرت سنتان فقط وجاء عام 1886 عندما أصبحت سانتا ماريا ديلا سكالا مستوصفًا جامعيًا بالكامل بسبب اتفاقية جديدة، والتي أدت أيضًا إلى افتتاح مدرسة للمساعدين الطبيين في عام 1888.
أثر تطوير العلوم الطبية أيضًا على مستشفى سيينا، وفي عام 1909 تم تركيب أول خزانة إشعاعية. كان للتطوير الكبير أيضًا وحدات دعم مهمة مثل المطبخ والغسيل.
في عام 1933 أسِّست المدرسة الداخلية للممرضات من أجل الحصول على «مهنة نبيلة للغاية قادرة على تقديم وظيفة تلبي الخصائص الطبيعية للمرأة»، استمرت المدرسة بعدد محدود لمدة عامين ونصت على دفع رسوم شهرية، بالإضافة إلى ذلك كان على الممرضات تلبية المتطلبات الأساسية بما في ذلك إعلان يشهد على الأخلاق بلا منازع للمرأة، وكذلك سن ما بين 18 و 24 سنة وحيازة شهادة الدراسة الثانوية، في عام 1958 حصلت المدرسة على الميدالية الفضية للقيمة المدنية من المفوض السامي للنظافة والصحة العامة بسبب المستوى التعليمي العالي الذي قدمته في إيطاليا.
وكما هو الحال أثناء الحرب العالمية الأولى اعتنى مستشفى Sienese أيضًا بالجرحى والمشوهين في الحرب العالمية الثانية، بعد 8 سبتمبر 1943 حرص رئيس مقاطعة جيورجيو ألبرتو شوركو من أجل الحفاظ على الشهادات الفنية والمعمارية للمدينة على التأكد من إعلان سيينا «مدينة مستشفى»، كان هذا العمل الدبلوماسي ناجحًا، لذا لم تضمن سيينا الرعاية الصحية فقط طوال فترة النزاع، ولكنها نجحت قبل كل شيء في تجنب التدمير، حتى لو لم يفلت القصف الذي وقع على محطة السكك الحديدية في 17 يناير 1944 مما أدى إلى حدث الحرب الوحيد الذي وقع في المدينة، سانتا ماريا ديلا سكالا هي اليوم واحدة من مجمع المتاحف الأكثر أهمية في المدينة.

### تاريخ سانتا ماريا آل سكوت مستوصف
أُسِّست مستشفى سيينا رسميًا في الأول من يناير عام 1995 بإطلاق منظمة صحية جديدة في توسكاني مستمدة من المرسوم التشريعي 502/92، ترتبط المؤسسة الحالية باعتبارها مستشفى جامعة سيينا بدلاً من ذلك بإصلاح عام 1999 مع المرسوم التشريعي 517/99 الذي يحكم العلاقة بين الخدمة الصحية الوطنية والجامعة، في عام 1995 كان هناك 48 جناحًا مع حوالي 1000 سرير، اليوم مع تنظيم مختلف تمامًا وتقليل متوسط الإقامة وتطبيق نموذج كثافة الرعاية في بعض القطاعات فقد تغير المستشفى تمامًا: فهناك 8 إدارات للنشاط المتكامل -تدمج أنشطة البحث والتعليم والمساعدة- مقسمة إلى 66 وحدة تشغيل معقدة (الإدارات القديمة) و42 وحدة تشغيل بسيطة و14 وحدة تشغيل بسيطة مستقلة و7 برامج متخصصة للغاية لحوالي 750 سريرًا (أسرة عادية 619 + 71 يومًا مستشفى/جراحة =690 سريرًا إجماليًا + 16 سريرًا حديثي الولادة + 14 سريرًا مؤقتًا في حالة الاكتظاظ الإسعافات الأولية + 33 سريرًا قصيرًا)
يتم الترحيب بأكثر من خمسة آلاف شخص في المستشفى يوميًا بما في ذلك موظفي المستشفى والجامعات والمرضى والزوار والطلاب والموردين والمتطوعين، تعتبر منطقة مستجمعات المياه الخاصة بالمستشفى مرجعًا بالنسبة للأنشطة الأساسية على ما يقرب من 120,000 نسمة في 17 بلدية في منطقة Sienese وللأنشطة المتخصصة في حوالي 270.000 من سكان المقاطعة، أخيرًا إن وجود أقسام الجامعة الثلاثة التي شكلت كلية الطب مرة واحدة يمنح مستشفى جامعة سينيس منطقة قيمة وطنية ودولية.
ظهر مستشفى سانتا ماريا ديلا سكالا في سيينا في بداية القرن العشرين بعد العديد من التجديدات والتحديثات أيضًا بفضل التقدم الملح الذي أحرزته العلوم الطبية.
كتب فابيو بارجلي بيتروتشي -كاتب المدينة- عن ذلك في عام 1905: «أعتقد أن ما يقرب من نصف مليون تم إنفاقهم على أعمال التكيف في مستشفى سانتا ماريا ديلا سكالا، والذي بالنسبة إلى العلم الحديث لا يكفي أبدًا ومناسب وملائم كل عام سوف نستمر في الانغماس في هذه الأموال التي كانت بلا فائدة والتي تم جمعها في كتلة واحدة، كانت بالتأكيد كافية لصنع سبيدالي من النباتات الصحية كما هو مطلوب في أيامنا هذه».
لقد أثبتت كلمات بيتروتشي في الواقع أنها نبوية؛ لأنه على الرغم من التقنيات ووسائل الراحة الجديدة التي تم تجهيز المستشفى بها، بدأ المستشفى في اكتظاظه وبدأ في التفكير في الحصول على مساحات جديدة.
ووفِقَ عام 1938 على مشروع لعيادة جديدة تمامًا (يحمل دائمًا تراث سانتا ماريا ديلا سكالا)، ولكن لسوء الحظ اندلاع الحرب منع بدء الأعمال، حووِل بعد ذلك علاج حالة الاكتظاظ في فترة ما بعد الحرب مباشرة ونقل جناح الولادة إلى عيادة سالوس وبناء مستشفى للأطفال بالقرب من بورتا توفي.
استُئنِفت فكرة بناء مستوصف جديد في عام 1958 عندما أطلق اتحاد خاص -شكلته الجامعة والإدارة البلدية ومونت دي باشي دي سيينا- مسابقة وطنية للمشروع، دعا الإعلان إلى بناء هيكل متعدد الطوابق على سفح تل سكوت خارج المدينة ولكن ليس بعيدًا عن محطة السكك الحديدية مع تحديد أن بعض الإدارات المعينة (عيادة السل، والأمراض المعدية، وأماكن سكن الموظفين) يجب أن توضع في هياكل معزولة، تم التخلي عن النوع التقليدي من الأجنحة بالفعل في مشروع 1938 لأسباب اقتصادية وظيفية لأن التضاريس الجبلية من شأنها أن تجعل الروابط بين الإدارات صعبة.
للفوز في المسابقة الوطنية قُدِّمت 4 مشاريع بوسطة 9 محترفين، في تلك المرحلة، لم يطلق الكونسورتيوم مسابقة من الدرجة الثانية لانتخاب الفائز المطلق لأنه قرر الجمع بين المصممين في مجموعة واحدة، كانت المشروعات الأربعة المقدمة بعيدة في البداية عن بعضها البعض، ولكن أدى التعاون المكثف إلى توحيد الأفكار التي كانت في الأساس، وفي مايو 1959 تم تقديم المشروع النهائي.
مع تقديم المشروع النهائي تم تعيين أحد المصممين في منصب مدير البناء، بناءً على ذلك بدأ إنشاء المجموعة الأولى في عام 1962، لكن مدير البناء -دون موافقة الكونسورتيوم وزملائه من المصممين وبالاتفاق مع المقاول- قرر توسيع أعمال الحفر والتأسيس التي تسببت في زيادة كبيرة في التكاليف، هذا الحدث لم يوقف البناء في مهده بسبب ضجة سياسية فحسب بل تسبب أيضًا في إنهاء العقد مع شركة المقاول وجميع المصممين، على الرغم من عدم مشاركته جميعًا في الصفقة.
في عام 1974 وفي الوقت نفسه ضاعفت سانتا ماريا ديلا سكالا خمسة أضعاف عدد المستشفيات مقارنةً ببيانات بداية القرن، ولحسن الحظ -ومع ذلك- فإنه في نوفمبر 1975 بالفعل افتُتِحت الدفعة الأولى من Scotte وفي عام 1977 بُدئ إنشاء الدفعة الثانية ثم اكتمل في عام 1984، في عام 1992 تم الانتهاء من بناء المجموعة الثالثة، في عام 1996 المجموعة الرابعة، وفي عام 2003 المجموعة الخامسة.
بالإضافة إلى ذلك فإنه في عام 1997 تم الانتهاء من بناء مبنى المكاتب، وفي عام 2003 تم بناء مدرسة الحضانة (مدرسة الحضانة لأطفال الموظفين)، في عام 2011 تم افتتاح قسم الطوارئ والقبول الجديد (DEA) حيث يوجد قسم الطوارئ والذي يستقبل حوالي 60.000 مريض كل عام، تم تقسيم الجهاز إلى 6 طوابق ويمتد على مساحة 11500 متر مربع، وهو مجهز بغرفة صدمات ويحتوي على 17 صندوقًا متعدد الأغراض، أحدها مخصص للأطفال (مسار مخصص للأطفال نشط) واثنان للرموز ذات الأولوية المنخفضة.

## مبادئ شركة المستشفى
تهدف أخيارات السياسة الصحية في توسكان إلى تحسين صحة السكان ورفاهيتم وإرضاء المواطن ومشاركته ووضع المواطن بحقوقه في مركز العمل، يمثل ميثاق الخدمة الاتفاق بين هياكل NHS والمواطنين ويهدف إلى توفير معرفة كافية بالأنشطة المقدمة وكيفية الوصول إلى العلاج وتعزيز تحسين جودة الخدمات.
- المساواة: يتم تقديم الخدمات وفقًا لقواعد متماثلة للجميع بغض النظر عن الجنس أو العرق أو اللغة أو الطبقة أو الدين أو الرأي السياسي
- الحياد: يتم توفير الخدمات من خلال تبني سلوك موضوعي وعادل ونزيه تجاه المستخدمين
- الاستمرارية: يتم تقديم الخدمات بشكل مستمر ودون انقطاع في أوضاع التشغيل المحددة بموجب القواعد واللوائح الوطنية والإقليمية
- حق الاختيار: للمستخدم الحق في اختيار المزود داخل الخدمة الصحية الوطنية
- الملاءمة: تكون العروض مناسبة عندما تكون مناسبة في الوقت نفسه للأشخاص والظروف والأماكن، وهي صالحة من وجهة نظر تقنية علمية ومقبولة لكل من المستخدمين والمشغلين
- المشاركة: يضمن المواطنون والجمعيات الفردية المشاركة في إدارة الخدمة العامة بالطريقة الموضحة في هذا الميثاق
- الكفاءة والفعالية: الكفاءة هي القدرة على الحصول على أفضل النتائج الممكنة على أساس الموارد المتاحة، والفعالية هي القدرة على تحقيق الأهداف المحددة.

## المؤسسة والهياكل
يتم تنظيم المستشفى وفقًا للهياكل التالية:

### الدفعة الأولى
- العيادات الخارجية وإقامة المستشفيات وغرف العمليات
- غرفة التفريغ
- خدمات توزيع العربات
- خدمات توزيع كرسي المقعد
- بازار «لو سكوتين» (بيع الأدوات الصحية)

### الدفعة الثانية
- العيادات الخارجية وإقامة المستشفيات وغرف العمليات
- مطعم
- كشك الصحف
- بنك مونتي دي باشي دي سيينا
- كوافير للرجال والسيدات

### الدفعة الثالثة
- العيادات الخارجية وإقامة المستشفيات

### الدفعة الرابعة
- العيادات الخارجية وإقامة المستشفيات وغرف العمليات
- أماكن العبادة

### الدفعة الخامسة
- المختبرات والعيادات

### قسم الطوارئ الجديد
- الإسعافات الأولية
- مركز الشرطة

### الدفعة التعليمية
- مكتب العلاقات العامة
- قسم العلوم الطبية والجراحية وعلوم الأعصاب بجامعة سيينا
- مكتبة المستشفى
- الكنيسة الكاثوليكية
- الطب الشرعي
- علم التشريح المرضي
- علم العقاقير

### مركز أعمال
- الإدارة

## الإدارات
على المستوى السريري يكون تنظيم أقسام النشاط المتكامل كما يلي:

### قسم القلب والأوعية الدموية
- التخدير القلبي والعناية المركزة
- أمراض القلب
- ديناميكا الدم
- جراحة الصدر
- جراحة الأوعية الدموية
- جراحة القلب
- الفيزيولوجيا المرضية وإعادة التأهيل التنفسي
- عدم انتظام ضربات القلب التشخيصية والتداخلية
- تنظير القصبات التشخيصي والتداخلي
- جراحة الأوعية الكبيرة
- زرع الرئة

### قسم الجراحة العامة والمتخصصة
- الجراحة العامة
- جراحة التجميل
- جراحة زرع الكلى
- طب الأسنان
- ما بعد جراحة العناية المركزة
- جراحة المسالك البولية
- جراحة السمنة
- التنظير الجراحي
- علم الوراثة

### قسم السرطان
- تشريح مرضي
- الجراحة العامة مع عنوان الأورام
- جراحة سرطان الثدي
- أمراض الدم
- الجهاز الهضمي والتنظير الجراحي
- العلاج المناعي للسرطان
- العلاج الإشعاعي

### قسم الأمهات والرضع
- جراحة الأطفال
- أمراض النساء والولادة
- طب الأطفال
- طب الأطفال حديثي الولادة
- العناية المركزة لحديثي الولادة

### قسم الطب الباطني والتخصصي
- الأمراض الجلدية
- مرض السكري
- الغدد الصماء
- الأمراض المعدية والكبد
- الأمراض المعدية
- أمراض الجهاز التنفسي وزرع الرئة
- الطب الباطني 1
- الطب الباطني 2
- أمراض الكلى، غسيل الكلى وزرع
- الروماتيزم
- علم التغذية والتغذية السريرية

### قسم العلوم العصبية والحسية
- عيادة الأمراض العصبية وأمراض الأعصاب
- تصوير الأعصاب والتقليدية العصبية
- علم الأعصاب والفيزيولوجيا العصبية السريرية
- وحدة السكتة الدماغية
- التخدير جراحة الأعصاب والعناية المركزة
- جراحة الوجه والفكين
- جراحة الأنف والأذن والحنجرة
- جراحة الأعصاب
- طب العيون
- طب الأنف والأذن والحنجرة
- علم الأعصاب التجريبي
- الأمراض التنكسية العصبية

### قسم الطوارئ الطارئة وخدمات التشخيص
- التخدير
- جراحة العظام
- الإسعافات الأولية وطب الطوارئ
- الإنعاش والطب الحرج
- علم الجراثيم
- العلاج الطبيعي المكثف متعدد التخصصات
- علم الوراثة الطبية
- نقل الدم المناعي
- مختبر علم الأمراض السريري
- الطب الجزيئي والوراثي
- علم الأحياء المجهرية وعلم الفيروسات
- التصوير التشخيصي
- الطب النووي
- خلية العلاجات ورشة نقل الدم
- تشخيص الطوارئ العاجلة
- الطب الطبيعي وإعادة التأهيل
- الأشعة التداخلية

### قسم الصحة العقلية
- طب النفس
- الطب النفسي العصبي للطفل